# Dialogue du désespéré avec son bâ
Le dialogue du désespéré avec son bâ est un texte représentant le courant pessimiste inhérent à l'effondrement de l'Ancien Empire avec les lamentations d'Ipou-Our, longue déploration des malheurs du temps présent, les chants du harpiste aveugle, évoquant l'incertitude de la destinée post mortem, et les paroles de Khâkhéperrêséneb (en), méditation sur le passé qui ne fournit pas les moyens de se rendre compte des nouveautés.
L'analyse du texte révèle peu à peu que ce dialogue est en fait un récit à trois personnages : un narrateur qui se dédouble en s'impliquant lui-même dans la dispute avec un fantasme, projection de sa névrose.

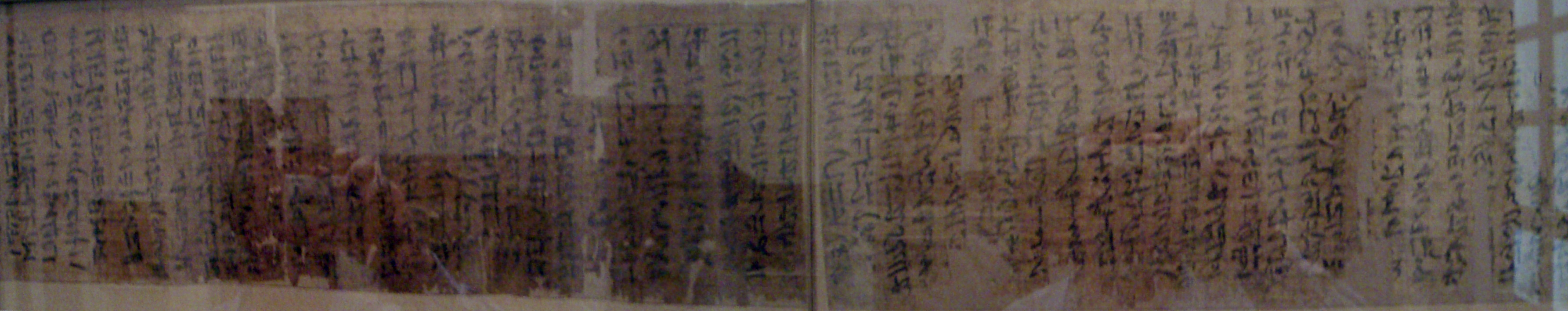
Papyrus du texte (Ägyptisches Museum, Berlin).

## Extrait
La mort est aujourd'hui devant moi

comme la guérison devant un malade,

comme la première sortie après une maladie. 

La mort est aujourd'hui devant moi

comme le parfum de la myrrhe,

comme lorsqu'on est sous la voile, par grand vent.

La mort est aujourd'hui devant moi

comme le parfum du lotus

comme lorsqu'on se tient sur la rive de l'ivresse.

La mort est aujourd'hui devant moi

comme un chemin connu

comme lorsqu'un homme revient de guerre vers sa maison.

La mort est aujourd'hui devant moi

comme un ciel qui se dévoile

comme lorsqu'un homme découvre ce qu'il ignorait ...
— Claire Lalouette, La littérature égyptienne, Paris, P.U.F., 1981

## L'âme Ba

Représentation artistique de la conception de l'âme dans l'ancienne Egypte

Le concept égyptien ancien de l'âme était composé de neuf parties distinctes. Parmi celles-ci figure le Ba, que l'on traduit communément par « âme ». On pensait que l'âme Ba représentait la psyché ou la personnalité d'une personne et qu'elle continuait à vivre après sa mort, possédant la capacité de passer du plan physique au plan spirituel. L'âme ba est traditionnellement représentée dans l'art égyptien ancien sous la forme d'une Jabiru d'Afrique à tête humaine.

## Sources
- Laura Parys, L'Égyptien dans la tourmente. Le concept d'isfet dans la littérature dite «pessimiste» de l'Égypte ancienne, Bruxelles, Safran (éditions), 2024, 492 p. (ISBN 978-2-87457-147-3)